# ريكي فاجرين سابوترا
ريكي فاجرين سابوترا (بالإندونيسية: Ricky Fajrin Saputra) (6 سبتمبر 1995 بسمارانغ في إندونيسيا - ) هو لاعب كرة قدم إندونيسي في مركز الدفاع. شارك مع منتخب إندونيسيا تحت 19 سنة لكرة القدم. أما مع النوادي، فقد لعب مع بالي يونايتد.

## وصلات خارجية
- ريكي فاجرين سابوترا على موقع قاعدة بيانات كرة القدم.إي يو (الإنجليزية)
- ريكي فاجرين سابوترا على موقع ناشيونال فوتبول تيمز (الإنجليزية)
- ريكي فاجرين سابوترا على موقع Soccerway.com (الإنجليزية)